# Menhir dels Palaus
Le menhir dels Palaus est un menhir situé près de la commune d'Agullana, dans la province de Gérone, en Catalogne.

## Situation
Le menhir dels Palaus est situé à une altitude de 105 m en bordure d'un champ surplombant la zone sud de La Jonquera, près du Mas del Forn, à la limite orientale du territoire d'Agullana. On y accède à partir du croisement de la route nationale N-11 et des routes GI-601 et GI-500. Après avoir suivi cette dernière vers l'ouest en direction d'Agullana et être passé sous le viaduc de l'autoroute AP-7, on prend 450 m plus loin la première voie sur la gauche sur une longueur de 200 m. À partir de là, un panneau indique le départ du sentier, à travers un petit bois, qui mène au menhir une centaine de mètres plus loin.

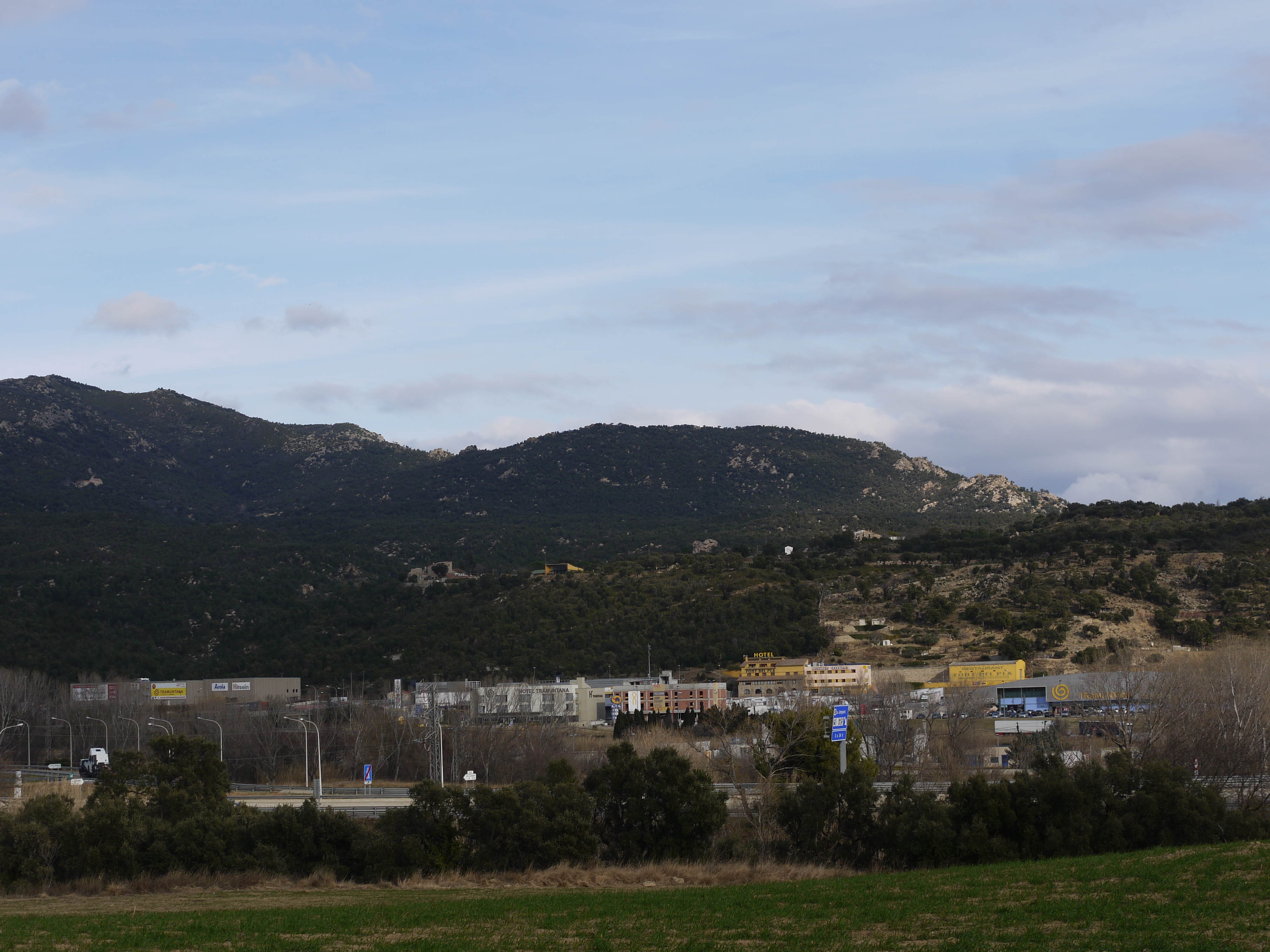
Vue depuis le menhir sur la zone sud de La Jonquera.
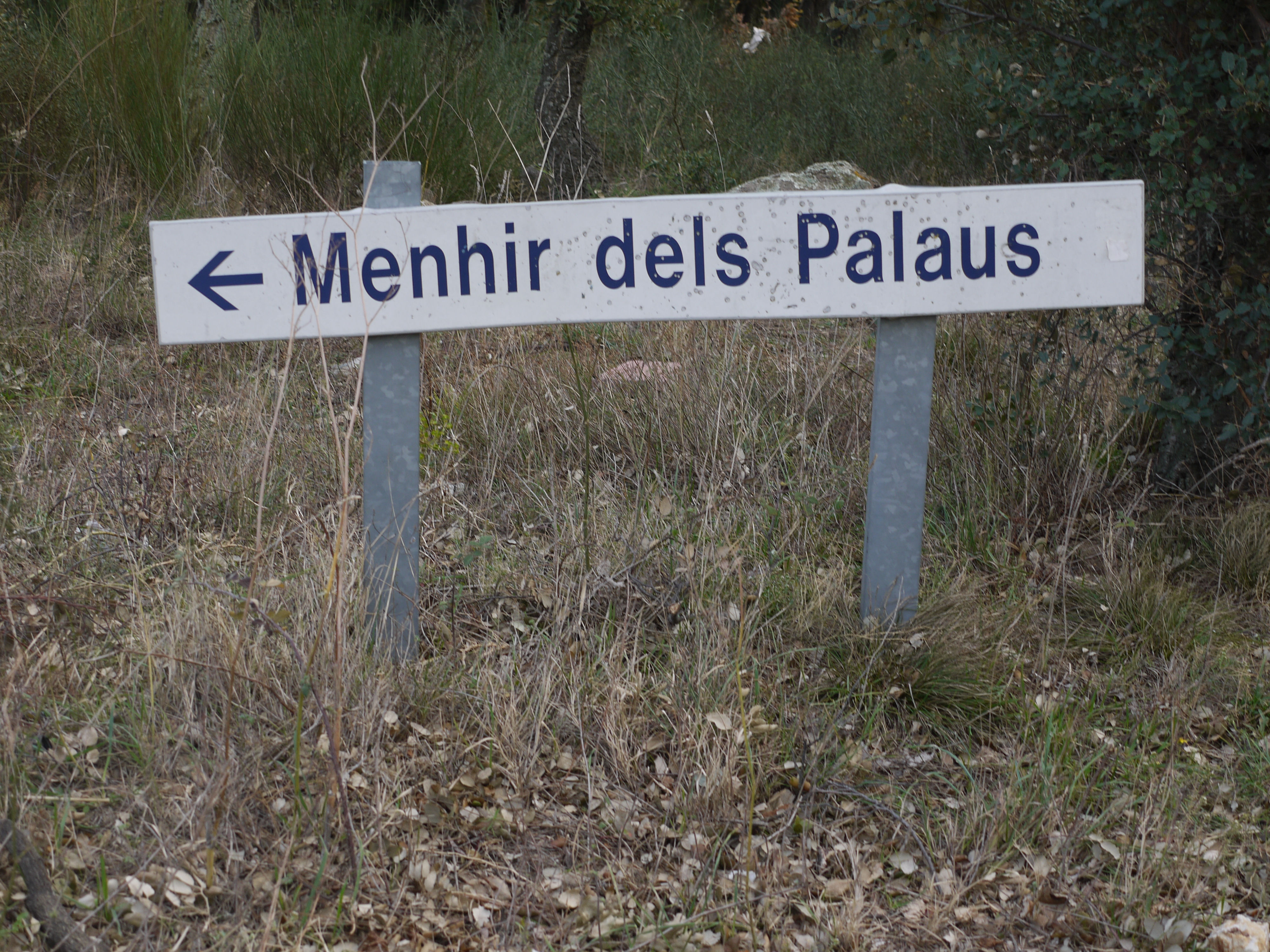
Panneau de direction.
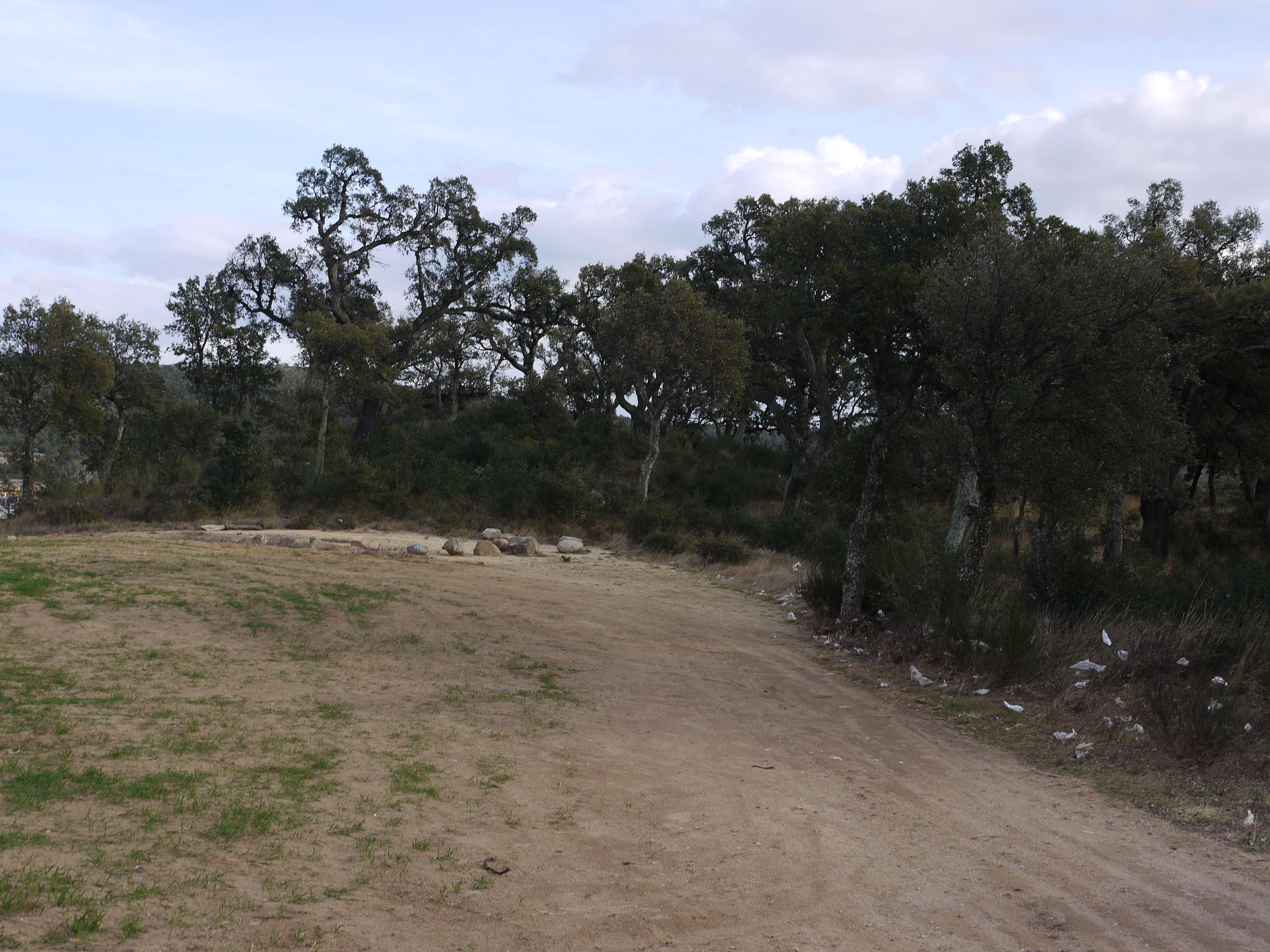
Départ du sentier.

## Description
Le menhir dels Palaus est d'aspect phallique. Il a une hauteur totale de 3,20 m, dont 2,50 m hors-sol, une largeur de 0,78 m et une épaisseur de 0,38 m. Constitué de granite, il pèse 3 235 kg et a un volume de 1,155 m3. Il se distingue par de nombreuses marques creusées en divers endroits, dont l'une en haut de la face sud-est peut être anthropomorphe ou arboriforme, mais dont la signification reste toutefois mystérieuse. Les deux faces principales sont actuellement orientées vers le nord-ouest et le sud-est, mais l'orientation originale du menhir est inconnue,,.

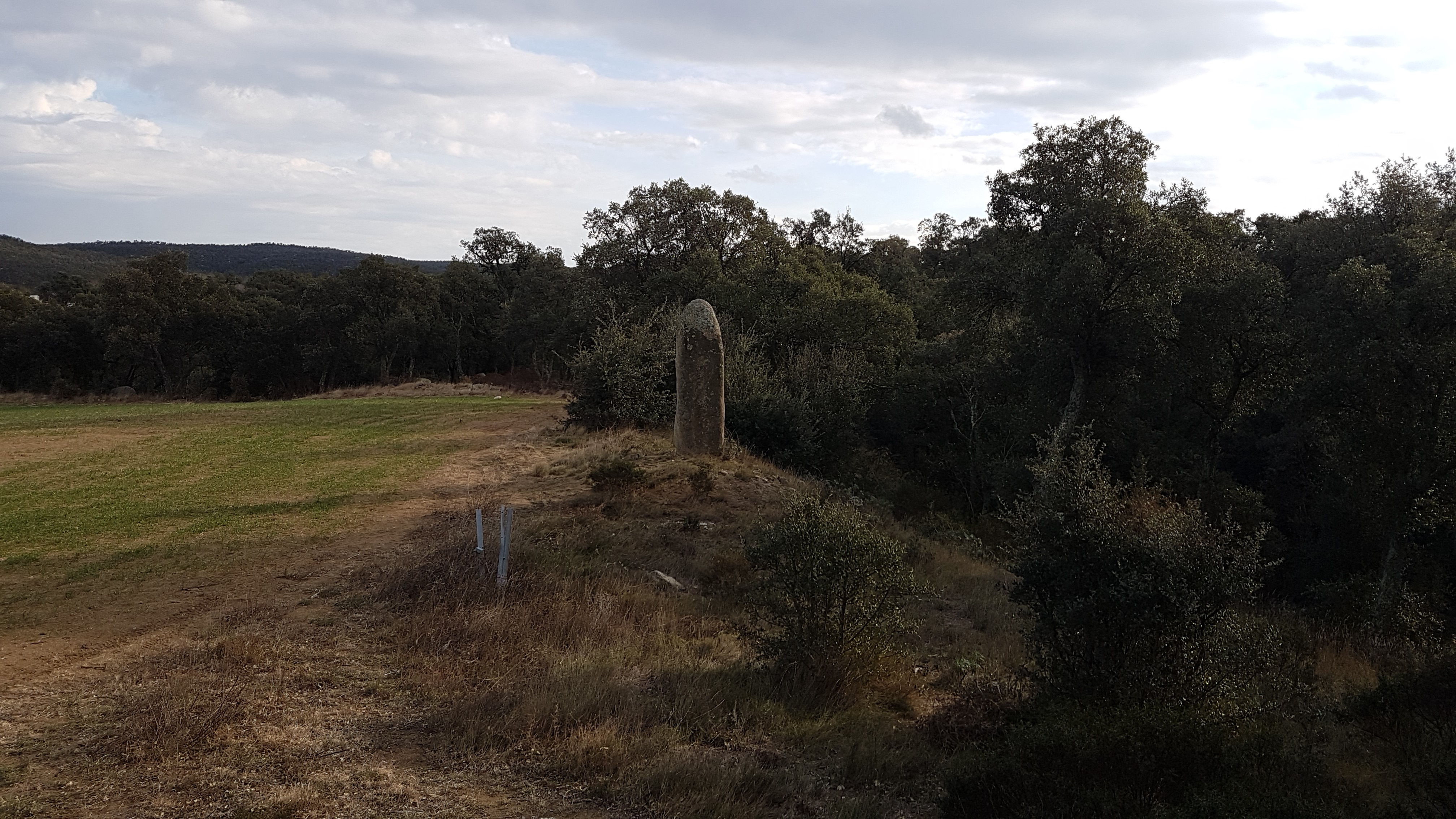
Situation en bord de champ.
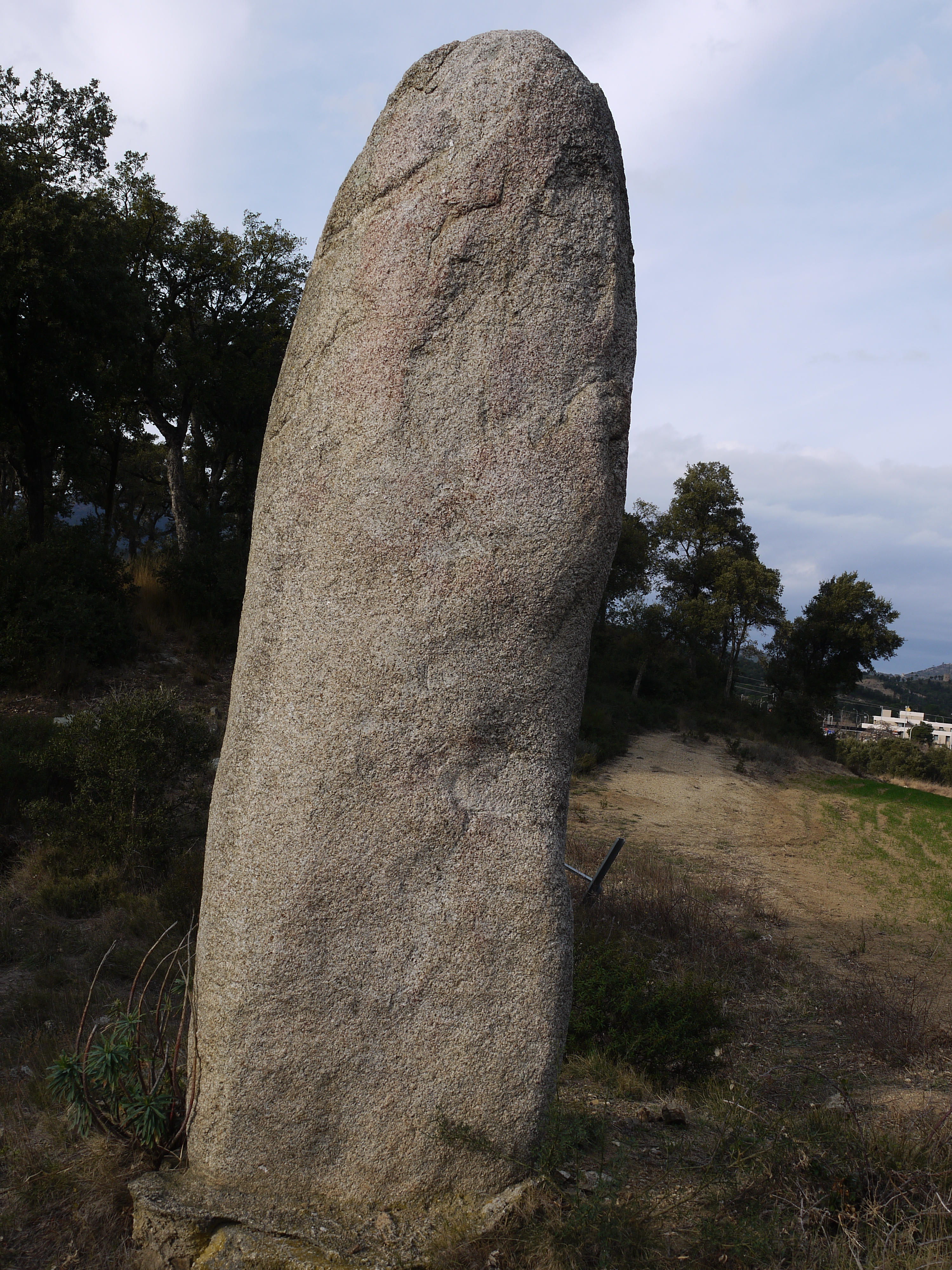
La face sud-est.
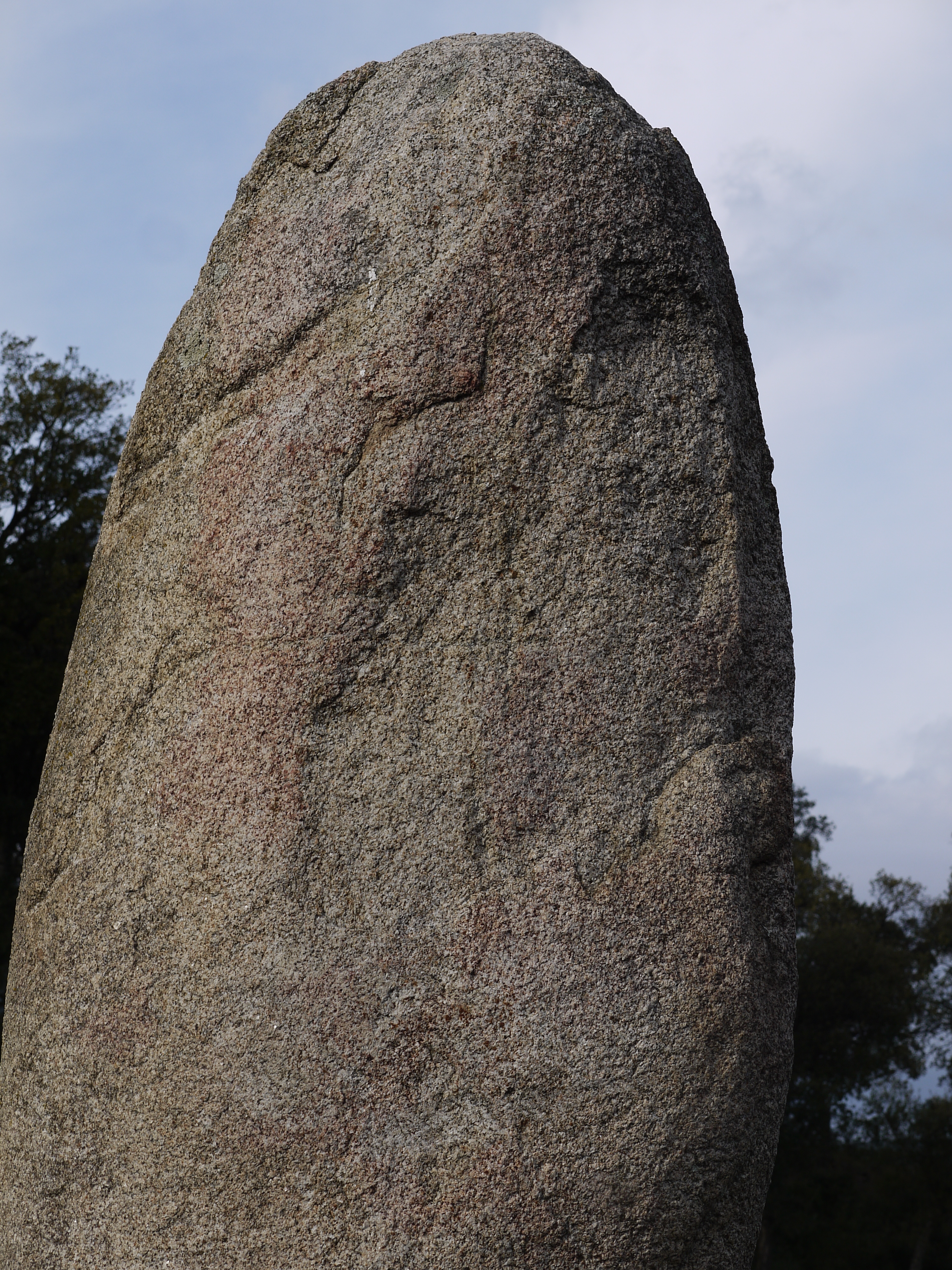
Détail de la face sud-est.
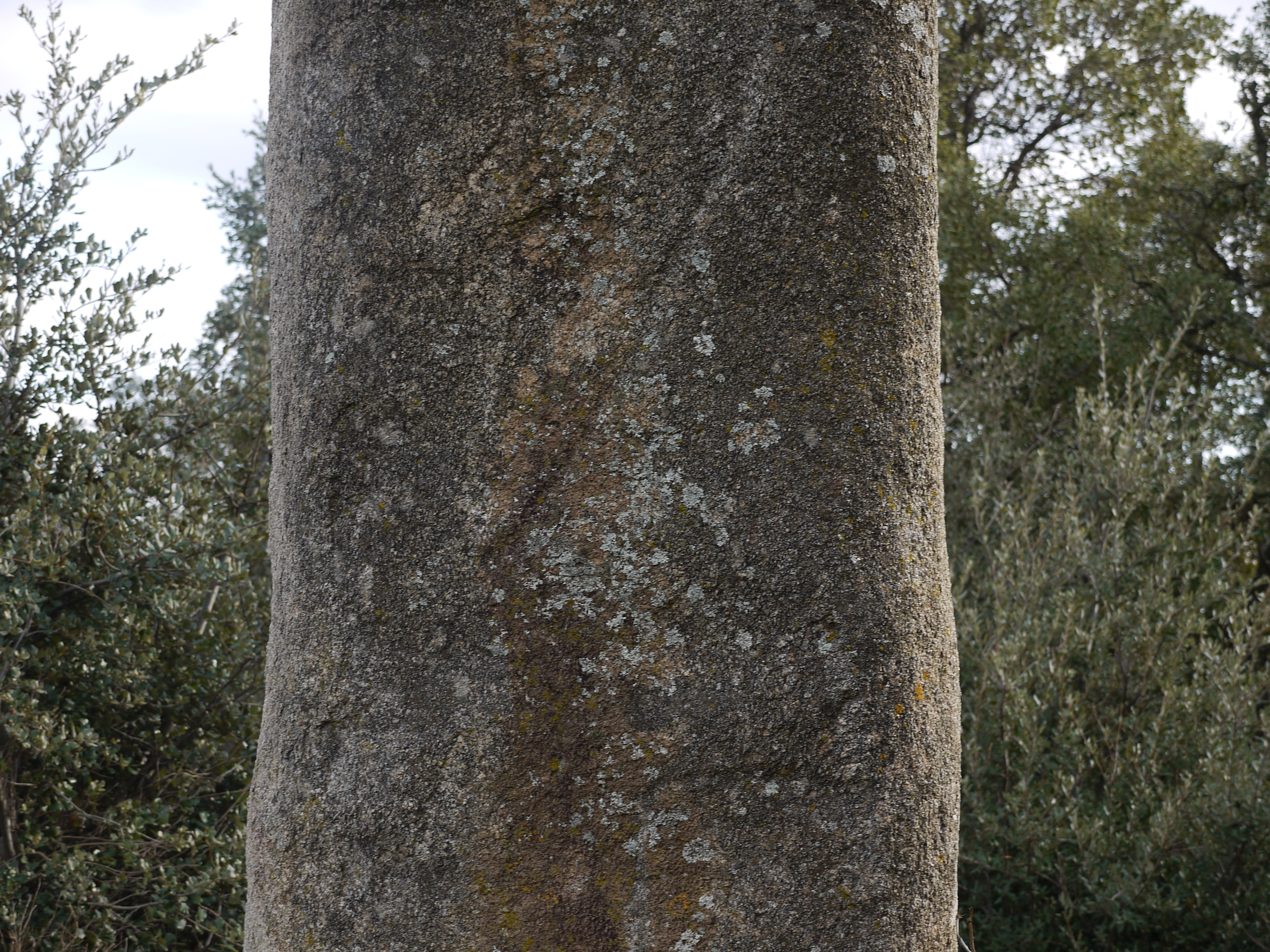
Détail de la face nord-ouest.

## Histoire
Le menhir dels Palaus date approximativement de 3 500-3 200 av. J.-C., ce qui le situe vers la fin du néolithique. Lors de sa découverte en 1975 par Joan Verdú Costa, le menhir dels Palaus était à terre. C'est sa fille Dolors Verdú qui le signale au GESEART, qui l'identifie alors en tant que menhir en 1986. Il est redressé le 24 juin 1987 à l'occasion d'une grande fête de la Saint-Jean et du solstice d'été ayant réuni plus de 300 personnes des cinq communes environnantes et lors de laquelle furent préparés un « repas préhistorique » ainsi qu'une « potion magique » pour les participants à l'événement. Il est alors déplacé de 50 m pour le sortir d'un ancien bois de chênes verts transformé en champ où il se trouvait afin de ne pas gêner le travail agricole,,.